# Federico Zuccon
Federico Zuccon, né le 1er avril 2003 à Gênes en Italie, est un footballeur italien, qui évolue au poste de milieu central à l'US Salernitana, en prêt de l'Atalanta Bergame.

## Biographie

### En club
Né à Gênes en Italie, Federico Zuccon est formé par la Sampdoria Gênes puis par l'Atalanta Bergame, qu'il rejoint en 2017.
Le 22 juillet 2023, Federico Zuccon rejoint le Cosenza Calcio, sous la forme d'un prêt d'une saison. Il découvre alors la Serie B, la deuxième division italienne, jouant son premier match le 19 août 2023, lors de la première journée de la saison 2023-2024, face au Ascoli Calcio. Il est titularisé et son équipe s'impose par trois buts à zéro.
Le 24 août 2024, Zuccon est de nouveau prêté, cette fois-ci à la Juve Stabia.
Le 3 février 2025, Federico Zuccon rejoint l'US Salernitana, étant prêté jusqu'à la fin de la saison avec option d'achat.

### En sélection
Federico Zuccon représente l'équipe d'Italie des moins de 19 ans pour un total de six matchs joués en 2021.
Federico Zuccon joue son premier match avec l'équipe d'Italie espoirs lors du Tournoi Maurice Revello, le 6 juin 2024, contre l'Ukraine. Il entre en jeu et son équipe est battue par quatre buts à zéro.